# Senat (Trinidad und Tobago)
Der Senat von Trinidad und Tobago (eng.: Senate of Trinidad and Tobago) ist Teil des Parlaments in Trinidad und Tobago.
Der Senat befindet sich im Gebäude des Red House an der St.-Vincent Street in der Hauptstadt Port of Spain, wo sich auch das Repräsentantenhaus befindet aufgrund des Zweikammersystems des Parlaments.

## Mitglieder
Der Senat hat 31 Mitglieder: 16 Senatoren der Regierung (hier: People’s National Movement, PNM), die auf Anraten des Premierministers ernannt werden, sechs Senatoren der Opposition, die auf Anraten des Oppositionsführers ernannt werden (hier: United National Congress, UNC), und neun so genannte unabhängige Senatoren, die vom Präsidenten ernannt werden und andere Bereiche der Zivilgesellschaft vertreten.
Um Mitglied des Senats werden zu können, muss man Bürger des Staates sein und das 25. Lebensjahr vollendet haben.